# Kunz Egon
Kunz Egon (Egon F. Kunz) (Budapest, 1922. március 11. – Canberra, 1997. július 19.) magyar könyvtáros, történész.

## Életpályája
1943-ban katonának állt. 1948-ban diplomázott a Pázmány Péter Tudományegyetem irodalom-szociológia szakán. 1948-ban Ausztriában élt. 1949-ben kivándorolt Ausztráliába. 1951–1968 között Sydneyben a Mitchell Library munkatársa lett, majd helyettes igazgatója volt. 1953-ban indult el irodalmi pályafutása. 1967-ben a University of Sydney-ben történelemből doktorált. 1968–1976 között az Australian National University (Canberra) demográfiai osztályának kutató főmunkatársa volt.  1973-ban megjelent, menekült teóriával foglalkozó cikke világszerte ismertté tette a nevét a menekültügyi szakértők között. 1976–1980 között az egyetem főkönyvtárosa volt. 1980–1984 között a Bennszülött Tanulmányok könyvtárának igazgatója majd kutatója volt. 1984-ben nyugdíjba vonult.

## Művei
- Hungarian Poetry (antológia; szerkesztette; Sydney, 1955)
- Blood and Gold. Hungarians in Australia (Melbourne-Canberra-Sydney, 1969)
- The Intrudes. Refugee doctors in Australia (Canberra, 1975)
- The Hungarians in Australia (Melbourne, 1985; magyarul: Magyarok Ausztráliában; Budapest, 1997)[2][3]
- Displaced Person. Calwell's New Australians (Canberra, 1988)

## Díjai
- A Magyar Érdemrend tisztikeresztje (1997)